# Perissus crassicollis
Perissus crassicollis là một loài bọ cánh cứng trong họ Cerambycidae.